# Innesto F-Mount
L'innesto F-Mount, detto anche baionetta F-Mount, o più colloquialmente baionetta F (o baionetta Nikon F), è un tipo di attacco a baionetta per obiettivi originariamente sviluppato da Nikon per la fotocamera reflex analogica Nikon F nel 1959, e in seguito mantenuto dalla casa giapponese come standard fondamentale per tutte le sue fotocamere reflex.
Insieme all'attacco K-mount di Pentax, il F-mount è uno dei due tipi di attacco che sono stati mantenuti dai rispettivi costruttori dopo l'avvento dell'autofocus. L'interfaccia elettromeccanica è stata infatti estesa, anziché rimpiazzata, per soddisfare i nuovi requisiti per i sistemi automatici di esposimetro, messa a fuoco, e controllo dell'apertura.
La quantità di obiettivi compatibili col sistema Nikon F-mount (realizzati sia da Nikon che da terze parti) lo rende il più grande sistema di ottiche interscambiabili della storia della fotografia; la sola Nikon ha commercializzato oltre 400 obiettivi con questo attacco. Altri produttori che hanno progettato e commercializzato obiettivi compatibili includono Zeiss, Voigtländer, Schneider, Angénieux, Samyang, Sigma, Tokina, Tamron, Hartblei, Kiev-Arsenal, Lensbaby e Vivitar.
Fotocamere con attacco Nikon F-mount sono state realizzate, oltre che da Nikon, anche da Fujifilm, Sinar, Kenko e Horseman.
Il sistema F-mount ha mantenuto negli anni un alto livello di compatibilità e retrocompatibilità. Molti dei moderni obiettivi autofocus con questo attacco possono ancora essere usati su fotocamere Nikon F, e molti obiettivi con messa a fuoco manuale degli anni '60 e '70 possono essere ancora utilizzati con fotocamere moderne di livello professionale.
Curiosamente, l'attacco F-mount presenta una chiralità in gran parte inversa rispetto alla maggior parte degli altri standard.  Per esempio, gli obiettivi si agganciano con una rotazione antioraria anziché oraria (dal punto di vista di un osservatore posto di fronte alla fotocamera), e anche i controlli per la messa a fuoco e per l'apertura ruotano in senso inverso rispetto alla maggior parte degli altri attacchi.

## Galleria d'immagini

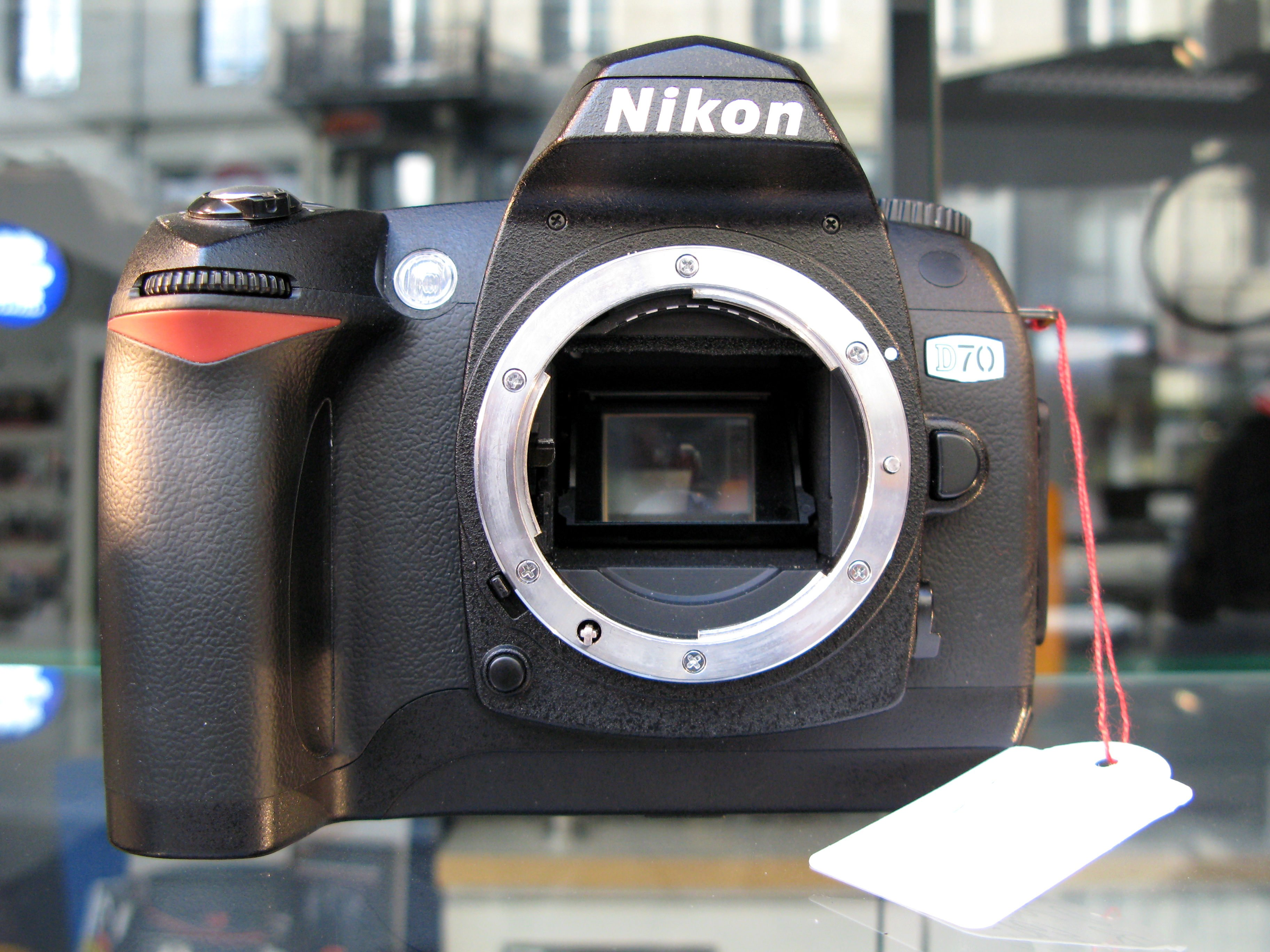
L'innesto a baionetta della Nikon D70, con le specifiche F-mount, mostra elementi per il controllo del diaframma (sulla sinistra), contatti per CPU (in alto) ed elementi di controllo meccanico dell'autofocus (in basso a sinistra)
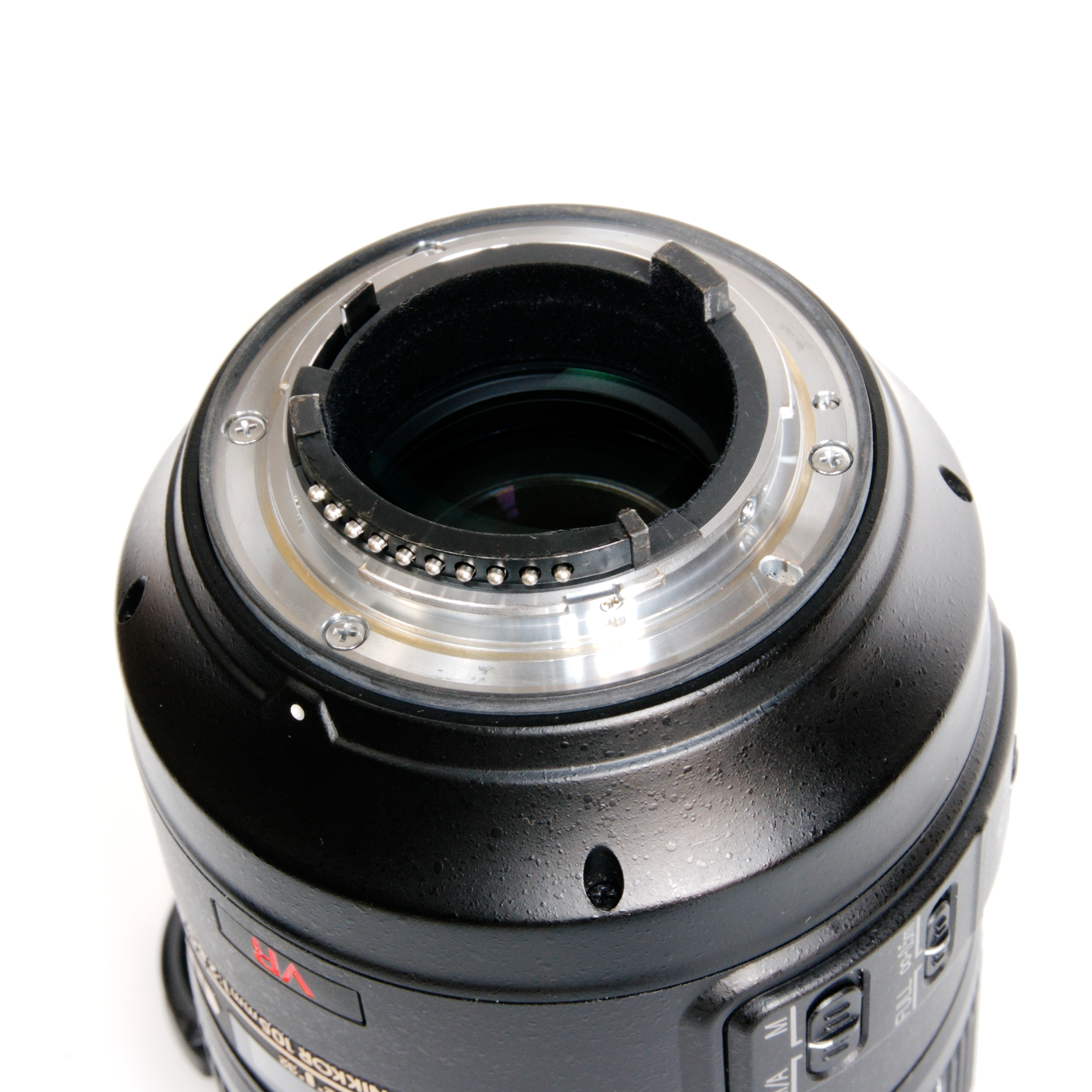
La baionetta di un obiettivo moderno, il Micro-Nikkor AFS VR 105mm con attacco F-mount che mostra i controlli per l'apertura (in alto a sinistra) e i contatti per la CPU (in basso)